# ВЭПП-2000

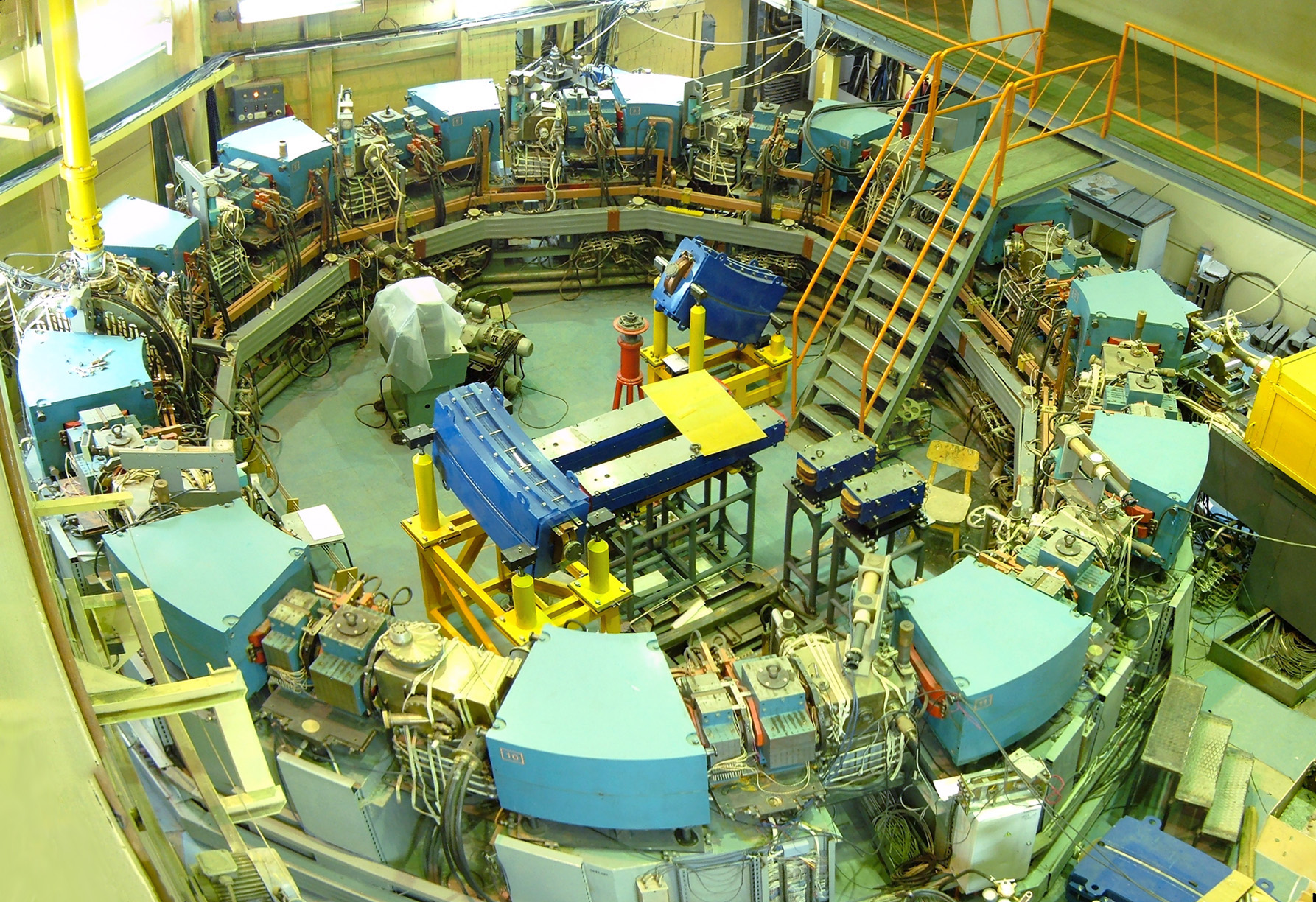
Бустерный синхротрон БЭП (до реконструкции).

ВЭПП-2000 — электрон-позитронный коллайдер, построенный в Институте ядерной физики СО РАН.
Установка строилась для изучения физики лёгких мезонов, а также для прецизионных измерений сечения аннигиляции электрон-позитронной пары в адроны. Точное измерение этого сечения очень важно для вычисления аномального магнитного момента мюона. Сравнение теоретического и экспериментального значений аномального магнитного момента мюона — это один из наиболее чувствительных к Новой физике методов. Энергия сталкивающихся частиц составит 2 ГэВ в системе центра масс, что достаточно для рождения пары нуклон-антинуклон и позволит, в частности, измерить формфактор нейтрона.
На ускорителе работают два детектора элементарных частиц: СНД и КМД-3. Одной из принципиальных особенностей является реализация на этой машине концепции круглых пучков, которая, как предполагается, позволит отодвинуть порог по эффектам встречи в сторону увеличения циркулирующих токов и за счёт этого повысить светимость установки. Проектная светимость L = 1032 см−2c−1 (при использовании электронов и позитронов с инжекционного комплекса ВЭПП-5) на энергии 1 ГэВ в пучке.

## Набор данных
В 2010—2013 гг на ВЭПП-2000 были проведены наборы данных в области энергий 0.3 — 2.0 ГэВ (полная интегральная светимость составила около 70 пб−1).
В течение 2014—2015 гг. проводилась модернизация комплекса для работы с электронами и позитронами от инжекционного комплекса ВЭПП-5, что позволило увеличить светимость на порядок.
В январе-июне 2017 г. проводился набор новых данных; набор продолжен в ноябре.